# Careal Holding
Die Careal Holding AG ist eine Schweizer Familienholding, unter deren Dach die von der Familie Haefner gehaltenen Beteiligungen organisiert sind. Das Unternehmen wurde 1941 als Autark AG von Walter Haefner gegründet und hat ihren Sitz in Zürich. Die Besitzerfamilie gilt als äusserst verschwiegen und gibt über ihre Holding keine Geschäftszahlen bekannt. Im Jahr 2006 beschäftigte das Unternehmen laut Angaben der Handelszeitung 7278 Mitarbeiter und erwirtschaftete einen Umsatz von CHF 4,723 Milliarden.
Wichtigstes Tochterunternehmen der Careal Holding ist die 1945 ebenfalls von Walter Haefner gegründete und im Automobilhandel tätige AMAG Automobil- und Motoren AG in Zürich. Zum Automobilgeschäft der AMAG-Gruppe zählen zudem auch die AMAG Leasing AG (Leasinggeschäft), die Roc AG (Occasionshandel) sowie die AMAG Services AG (Autovermietung und Parkhäuser).
Die Careal Holding hält zudem eine 26,98-prozentige Beteiligung am US-amerikanischen Softwarekonzern CA, Inc., womit die Familie Haefner deren grösster Aktionär ist.
Im Sommer 2006 übergab Firmengründer Walter Haefner im Alter von 95 Jahren die Geschäftsleitung der Familienholding seinem Sohn Martin Haefner.